# Setaria mendocina
Setaria mendocina är en gräsart som beskrevs av Rodolfo Amando Philippi. Setaria mendocina ingår i släktet kolvhirser, och familjen gräs. Inga underarter finns listade i Catalogue of Life.